# ヨットマン
ヨットマン（Yachtsman）とは、ヨットに乗っている人の中でも、ヨットに乗ることがその人の生き方そのものになっているような人や、ヨットで特筆に値する活動を成し遂げた人を指す。また「スポーツマンシップ」や「海の男のモラル」などの人格面も兼ね備えていて初めて「ヨットマン」と呼ばれる。ある種の尊称である。
「ヨット乗り」（単に"ヨットに乗る人"の意）とは意味合いが異なる。例えば、単に道楽としてヨットを所有して乗っている程度の人、たまに競技会にも参加する程度の人、ヨット歴が長くても海の男としてのモラルを欠くような人間は、通常「ヨットマン」とは呼ばれない。また、ヨットの装備やそれにかけた金銭の額ばかりに意識がゆき、それを鼻にかけているような人間もヨットマンとは呼ばれない。

## ヨットマンの例
- 堀江謙一
- 野村輝之
- 斉藤実 (ヨットマン)
- 多田雄幸
- 白石康次郎
- 今給黎教子
- 村田和雄
- 辛坊治郎